# Авранш (округ)
Авранш (фр. Avranches) — округ (фр. Arrondissement) во Франции, один из округов в регионе Нормандия. Департамент округа — Манш. Супрефектура — Авранш.
Население округа на 2018 год составляло 134 341 человек. Плотность населения составляет 70 чел./км². Площадь округа составляет 1908,76 км².

## Состав
Кантоны округа Авранш (c 1 января 2017 г.):
- Авранш
- Бреаль
- Вильдьё-ле-Поэль-Руффиньи (частично)
- Гранвиль
- Изиньи-ле-Бюа
- Мортене
- Понторсон
- Сент-Илер-дю-Аркуэ

Кантоны округа Авранш (c 22 марта 2015 г. по 31 декабря 2016 г.):
- Авранш
- Бреаль (частично)
- Вильдьё-ле-Поэль (частично)
- Гранвиль
- Изиньи-ле-Бюа
- Мортене
- Понторсон
- Сент-Илер-дю-Аркуэ

Кантоны округа Авранш (до 22 марта 2015 года):
- Авранш
- Барантон
- Бресе
- Гранвиль
- Дюсе
- Изиньи-ле-Бюа
- Ла-Э-Пенель
- Мортене
- Понторсон
- Сен-Жам
- Сен-Пуа
- Сартийи
- Сент-Илер-дю-Аркуэ
- Сурдваль
- Тейоль